# Битка при Дермендере, Караагач и Белащица
Битка при Дермендере, Караагач и Белащица по време е решителна за разгрома на остатъчната групировка на Сюлейман паша в Тракия. Провежда се по време на Руско-турската война (1877 – 1878).

## Оперативна обстановка
На 3 януари 1878 г. Сюлейман паша изтегля частите от района на Пловдив и ги насочва към Станимака за оттегляне през Родопите по долината на реко Чая. Ариергарда е дивизията с командир Фауд паша. Изградени са отбранителни позиции по долината на река Марица. Основните сили се задържат в село Дермендере.
Генерал-лейтенант Йосиф Гурко насочва основните сили на Западния отряд под командването на генерал-лейтенант Павел Шувалов срещу село Дермендере. В състава са колоните на генерал-лейтенант Николай Веляминов, генерал-лейтенант Павел Шувалов и генерал-лейтенант Юрий Шилдер-Шулднер.

## Бойни действия

### Бой при Дермендере
Към 8 часа на 4 януари колоната на генерал-лейтенант Николай Веляминов излиза от село Каратаир. От 11 часа се води ожесточен бой. Руските части отблъскват три османски атаки. Колоната на генерал-лейтенант Юрий Шилдер-Шулднер към 13 часа извършва обход през село Коматево в тила на османската групировка. С настъпването на тъмнината боят е преустановен.

### Бой при Караагач
На 4 януари частите на генерал-майор Даниил Краснов настигат противникови сили при село Караагач. Лебгвардейският Литовски полк и гренадирският Кегсхолмски полк след бой през целия ден овладяват селото. Оттеглят се, след като попадат в средата на силите на Сюлейман паша. На следващия ден преминават в настъпление след пристигането на частите на генерал-лейтенант Виктор Дандевил. Лебгвардейските Волински, Санктпетербургски и Пруски пехотни полкове след щиков удар превземат селото.

### Бой при Белащица
На 5 януари в 8 часа колоната на генерал-лейтенант Юрий Шилдер-Шулднер излиза от село Коматево. Среща многоброен противник на линията чифлик Цурит – село Белащица – село Караагач. С обща атака са овладени чифликът и командната височина. Противникът незабавно е атакуван от колоната на генерал-лейтенант Николай Веляминов и отстъплението се превръща в бягство.
След комбинирани маневрени действия Западният отряд разкъсва силите на Сюлейман паша и прегражда пътя му за отстъпление към Одрин. Противниковата групировка е принудена да отстъпва през Родопите, където се разпада като организирано бойно съединение.